# Bolbaffer bidenticollis
Bolbaffer bidenticollis är en skalbaggsart som beskrevs av Leon Fairmaire 1894. Bolbaffer bidenticollis ingår i släktet Bolbaffer och familjen Bolboceratidae. Inga underarter finns listade.